# Cathédrale du Saint-Rosaire de Regina
Pour les articles homonymes, voir Cathédrale du Saint-Rosaire.
La cathédrale du Saint-Rosaire (Holy Rosary Cathedral en anglais) est une cathédrale catholique située à Regina en Saskatchewan au Canada. Elle est le siège épiscopal de l'archidiocèse de Regina.

## Architecture
La cathédrale du Saint-Rosaire est de style néo-roman. Son architecte est Joseph Fortin de Montréal qui a également conçu les cathédrales Saint-Paul de Saskatoon et Notre-Dame-de-l'Assomption de Gravelbourg, toutes deux en Saskatchewan. Elle est basée sur le modèle des églises dans le Nord de la France. Elle a des briques jaunes sur sa façade.

## Géographie
La cathédrale du Saint-Rosaire est situé au carrefour de la 13e Avenue et de la rue Garnet à Regina, la capitale de la Saskatchewan.

## Histoire
La construction de la cathédrale du Saint-Rosaire commença en 1912. La pierre angulaire fut bénie par l'archevêque Peregrin-François Stagni le 30 juin 1913. Smith Brothers & Wilson fut la compagnie responsable de la construction. La construction fut complétée en 1917. Le coût total de la construction fut de 135 000 $.
L'intérieur de la cathédrale fut redécoré extensivement à cinq reprises : en 1928, en 1951, en 1968, en 1976 et en 1992. En 1951, 43 vitraux réalisé par André Rault furent installés. En 1968, une rénovation fondamentale eut lieu afin de se conformer aux nouvelles directives du IIe concile œcuménique du Vatican. Le 12 avril 1976, un incendie se produisit.